# فارکئور ۵۲۵۶
سیارک ۵۲۵۶ (به انگلیسی: 5256 Farquhar، نامگذاری:1988NN) پنج هزار و دویست و پنجاه و ششمین سیارک کشف شده‌است که در ۱۱ ژوئیه ۱۹۸۸ کشف شد.
قدر مطلق سیارک برابر ۱۲٫۳۰ است.